# Embalse Huechún (Tiltil)
El embalse Huechún es un embalse de relave, localizado en la comuna de Tiltil, Provincia de Chacabuco, Región Metropolitana de Santiago, Chile. 
Este embalse sirve de reserva en caso de incapacidad del Depósito de relaves Ovejería que a su vez sirve a la Planta Andina de Codelco.: 6 
Se alimenta naturalmente de los esteros Margarita, Quilapilún y El Cobre. Elimina sus aguas a través del estero Chacabuco.